# Brun II. von Verden
Brun II. (auch Bruno) († 21. August 1049) war von 1034 bis 1049 Bischof von Verden.

## Leben
Er stammte aus dem Haus der Grafen von Walbeck. Seine Eltern waren Graf Siegfried von Walbeck und Kunigunde von Stade. Er war Bruder des Geschichtsschreibers und Bischofs Thietmar von Merseburg sowie des Bischofs Siegfried von Münster. Der Bruder Heinrich folgte dem Vater nach, und der Bruder Friedrich hatte die Burggrafschaft in Magdeburg inne. Die Schwester Oda heiratete Graf Goswin von Falkenburg.
Brun erhielt seine Erziehung im Kloster Corvey. Er trat um 996 in dieses Kloster ein. Dort hatte er die Sachsengeschichte des Chronisten Widukind von Corvey kennengelernt und diese wahrscheinlich seinem Bruder Thietmar zugänglich gemacht. Später wurde er Abt in Nienburg und als Nachfolger seines Bruders Siegfried in Berge. Dem dortigen Kloster stand er von 1025 bis 1034 vor.
Während seiner Zeit als Bischof litt das Bistum unter Einfällen der Wenden. Außerdem wurde die Unterkirche des Michaelisklosters in Lüneburg geweiht. Auch kam es zum Streit mit dem bremischen Erzbischof Adalbrand von Bremen.